# Iloczas
Iloczas – zjawisko prozodyjne, charakteryzujące się różnicowaniem długości trwania sylab lub głosek. W niektórych językach iloczas różnicuje znaczenie wyrazów. W metryce antycznej iloczas był podstawą organizacji metrum wierszowego.
W języku polskim iloczas zanikł w początkach XVI wieku (zob. zanik iloczasu). Zachował się natomiast w języku czeskim. We współczesnym języku polskim zastosowanie wydłużenia czasu artykulacji głoski budować może ekspresję wypowiedzi (coooo?, ratuuunku!), nie jest znaczącym elementem systemu językowego.
W międzynarodowym alfabecie fonetycznym samogłoski długie są oznaczane symbolem ː umieszczonym po samogłosce, np. [eː], [yː]. Do określenia głoski półdługiej, po samogłosce umieszcza się znak ˑ.

## W łacinie

### Iloczas samogłosek
W łacinie obowiązuje iloczas, po łacinie quantitas.
Samogłoski łacińskie różnią się, podobnie jak w języku polskim, barwą oraz, odmiennie niż w języku polskim, długością. Istnieje pięć samogłosek długich, pięć samogłosek krótkich oraz sześć dwugłosek, stanowiących dla metryki samogłoski długie.
Alfabet łaciński pozwala jedynie na odróżnienie samogłosek pod względem barwy, ale nie długości. Z tego względu do celów naukowych i dydaktycznych stosuje się następujący zapis:
- samogłoskę długą oznacza się poziomą kreską nad literą (makronem), np. „ā” to „a długie”;
- samogłoskę krótką oznacza się przez umieszczenie nad literą łuczku o wygiętych w górę końcach (brevis), np. „ă” oznacza „a krótkie”;

Podział samogłosek:
- samogłoski długie (łac. vocales productae): ā, ē, ī, ō, ū
- samogłoski krótkie (łac. vocales correptae): ă, ĕ, ĭ, ŏ, ŭ

Długości samogłosek mają wartość dystynktywną dla znaczenia wyrazów. Np.:
| Wyraz     | Znaczenie   |
| --------- | ----------- |
| cecīdi    | uciąłem     |
| cecĭdi    | padłem      |
| invenīmus | znajdujemy  |
| invenĭmus | znaleźliśmy |
| lēvis     | gładki      |
| lĕvis     | lekki       |
| mālum     | jabłko      |
| mălum     | zło         |

Trzeba zaznaczyć, że dla epoki klasycznej np. ā różni się od ă tylko długością, ma natomiast taką samą barwę. Tak samo jest w wypadku innych par samogłosek długa/krótka. Tak zwane pochylenie samogłosek długich charakterystyczne jest dla schyłkowej starożytności oraz średniowiecza i wiąże się ze zjawiskiem zaniku iloczasu.

### Iloczas sylab
W zależności od iloczasu tworzącej sylabę samogłoski oraz paru innych warunków odróżniamy w łacinie sylaby długie (łac. syllabae longae) oraz sylaby krótkie (łac. syllabae breves). Iloczas sylab - a nie samogłosek - jest podstawą istnienia łacińskiej metryki iloczasowej.
Rozróżnia się następujące rodzaje sylab:
- sylaba długa z natury (łac. syllaba natura longa albo syllaba naturaliter longa): jest to sylaba zawierająca samogłoskę długą lub dyftong.
- sylaba długa z pozycji (łac. syllaba positione longa): jest to sylaba zawierająca samogłoskę krótką, po której następuje tzw. pozycja, czyli grupa spółgłoskowa.
- sylaba krótka (łac. syllaba brevis): jest to każda inna sylaba.

Za grupę spółgłoskową uważa się także zbitki oznaczone pojedynczymi literami X /KS/ oraz Z /DZ/, natomiast nie są nimi dwuznaki opisujące spółgłoski przydechowe CH, PH, TH oraz wargowo-miękkopodniebienną QU.
Dla iloczasu grupą spółgłoskową nie jest też w zasadzie połączenie tzw. muta cum liquida, czyli połączenie spółgłoski zwartej (łac. muta, czyli b, p, d, t, g, c, f) z następującą płynną (łac. liquida, czyli l, r). Następująca przed grupą muta cum liquida sylaba krótka może być uznana za długą, ale nie musi.
Np.
- nom. păter, gen. pătris albo pātris (tr to muta cum liquida)
- nom. ăger, gen. ăgri albo āgri (gr to muta cum liquida)

Podobnie do spółgłosek płynnych mogą w takich kombinacjach działać też spółgłoski nosowe, czyli m i n. Połączenie zwartej bezdźwięcznej (p, t, c) z nosową działa tak samo, jak normalne połączenie muta cum liquida, czyli powoduje wzdłużenie sylaby lub nie. Natomiast połączenie zwartej dźwięcznej (b, d, g) z nosową zawsze powoduje wzdłużenie. Ta zasada nie jest dla łaciny naturalna, została przeniesiona z greki i obowiązuje we - wzorowanej na greckiej - łacińskiej metryce iloczasowej. Poza tym połączenie zwartej z nosową jest w łacinie (w przeciwieństwie do greki) bardzo rzadko spotykane, jedyną częściej występująca grupą tego typu jest gn.
Trzeba podkreślić, że zamknięcie sylaby grupą spółgłoskową nie powoduje fonetycznego wzdłużenia tworzącej tę sylabę samogłoski (jakkolwiek może powstać takie wrażenie z powodu stosowania podobnych oznaczeń dla sylab długich i samogłosek długich).

## W innych językach
Iloczas występuje między innymi w:
- języku akadyjskim
- języku angielskim
- języku arabskim
- języku czeczeńskim
- języku czeskim
- języku estońskim – trzy stopnie długości (przykład: sada [sata] „sto”  –  saada [saˑta] „wyślij”  –  saada [saːta] „dostać”)
- języku fińskim
- grece klasycznej
- języku japońskim
- języku litewskim
- języku łotewskim
- nahuatl
- języku niderlandzkim
- języku niemieckim
- sanskrycie
- języku słowackim
- języku szwedzkim
- języku walijskim
- języku węgierskim

Znane z łaciny zasady odróżniania długich i krótkich sylab obowiązują również w języku arabskim, choć w języku tym nie obowiązuje zasada muta cum liquida, nie istnieją bowiem typowe dla języków europejskich nagłosowe zbitki spółgłosek.